# Саблино (Старицкий район)
Саблино — исчезнувшая деревня в Старицком районе Тверской области России. Находилась на территории нынешнего Степуринского сельского поселения. Место рождения русского поэта Николая Тряпкина. На месте деревни установлен поклонный крест.

## Исторические сведения
В XIX — начале XX века деревня входила в состав Зубцовского уезда и имело в 1859 году 143, а в 1888—200 жителей.